# Nei tuoi occhi
Nei tuoi occhi è una lista di poesie d'amore scritte da Pablo Neruda, e lette da famosi attori e cantanti italiani. Pubblicato nel 1997, fu allegato al settimanale "Specchio" de La Stampa di Torino.
Il titolo completo è "Nei tuoi occhi - Poesie d'amore di Pablo Neruda ".

## Tracce
1. Nuda... - Massimo Troisi e Maria Grazia Cucinotta
2. La poesia - Arnoldo Foà
3. In te la terra - Margherita Buy
4. Amore - Claudio Amendola
5. Melisanda - Peppe Barra
6. Nella sua fiamma mortale... - Ugo Pagliai
7. Due amanti felici... - Francesca Neri
8. Mi piaci silenziosa... - Massimo Lopez
9. Fanciulla snella e bruna...- Renato De Carmine
10. Non t'amo se non perché t'amo... - Paola Gassman
11. Bella - Renzo Arbore
12. Ho fame della tua bocca... - Raoul Bova
13. Se muoio sopravvivimi... - Monica Guerritore
14. Donna completa, mela carnale... - Riccardo Cocciante
15. Gli amanti di Capri - Anna Bonaiuto
16. Se tu mi dimentichi - Ferruccio Amendola
17. Il postino e il poeta

'Il Massimo' di Troisi
1. Il rapporto con Dio e con gli uomini
2. Napoli e l'eredità napoletana
3. Il cinema e la comicità
4. L'amore e la sua ironia
5. Zamba per Massimo